# Parlino
Parlino (niem. Parlin) – wieś w Polsce położona w województwie zachodniopomorskim, w powiecie stargardzkim, w gminie Stara Dąbrowa.
W latach 1975–1998 miejscowość administracyjnie należała do województwa szczecińskiego.
Wieś przy drodze wojewódzkiej nr 106 Rzewnowo – Stargard – Pyrzyce, 6,5 km na północny zachód od Starej Dąbrowy (siedziby gminy) i 12,5 km na północny wschód od Stargardu (siedziby powiatu).

## Zabytki
- kościół pw. Miłosierdzia Bożego zbudowany w XV/XVII w. z kamienia narzutowego. Zniszczony w 1945 r. Świątynia odbudowana w l. 1993-94[4] W kościele znajdowała się romańska chrzcielnica z XIII w., która zaginęła w l. 1961-97[5]. Obecnie zamontowana w kościele  par. pw. św. Józefa we wsi  Warnice (powiat pyrzycki).
- cmentarz przykościelny, XV/XVI, XIX w.[6]